# Ippei Kaneko
Ippei Kaneko (金子 一平, Kaneko Ippei) est un homme politique japonais né le 12 février 1913 et mort le 28 mars 1989.